# 2012我愛HK喜上加囍
《2012我愛HK喜上加囍》（英語：I Love Hong Kong 2012）是一部由邵氏影城有限公司與電視廣播有限公司合作拍攝的賀歲喜劇電影，由曾志偉、毛舜筠、黃宗澤、何韻詩、馮淬帆、邵音音、蘇永康、麥長青、陸永及张馨予領銜主演。鍾澍佳及錢國偉執導，並由曾志偉及戚家基監製。《我愛HK開心萬歲》的續集。
此片注入更多的喜劇元素，圍繞著2012熱門話題《那些年，我們一起追的女孩》、漫畫超級英雄（蝙蝠俠、美國隊長、蜘蛛俠等）及世界末日預言，片中更有馮淬帆、邵音音扮演一對歡喜冤家，形象惹笑。
此電影於2011年11月開拍，於2012年1月20日新年期間上映。續集為《2013我愛HK恭喜發財》。

## 故事大綱
郭靖（馮淬帆飾）是著名電視天氣報導員，20年來他以生鬼及諷刺性的報導方式備受觀眾歡迎，但郭靖其實一直夢想成為成功的新聞主播，能第一手報導震撼世界的大新聞，可是他已屆退休一直事與願違。他獨自領大子女們，對他們有過度的期望。郭美美（毛舜筠飾）是個名律師，但她的老公姚明（曾志偉飾）是無業者，在家打理家務。二人結婚多年仍沒所出。郭晶晶（何韻詩飾）是百貨超市主管，是個男性化的女子，偏偏她卻喜歡上嬌滴滴的男朋友樂易瓦（黃宗澤飾），到了談婚論嫁階段。小兒子郭富城（陸永飾）是個宅男，單戀玉女明星Vivian（张馨予飾），因而得罪了也在追求她的大富商Roberto（蘇永康飾）。郭靖以為他知道甚麼才是對子女們最好的，他諸多干預從中作梗，結果弄到兩個女兒都與老公分手，兒子亦與他翻臉，郭靖剩下自己孤單一人。
此時，郭靖得到一個驚天動地的消息，世界面對前所未有的危機。郭終於有機會當上主播，他發現這也是他一家人重新開始的機會……

## 演員表

### 郭家
| 演員   | 角色   | 暱稱/關係                                                                                    |
| 馮淬帆 | 郭 靖  | 大笨蛋 記者、新聞主播 郭美美、郭晶晶、郭富城之亲父 與沈佳宜關係曖昧 不滿姚明、樂易瓦，後和好 |
| 麥長青 | 三 叔  | 郭靖之弟 郭美美、郭晶晶、郭富城之三叔                                                        |
| 毛舜筠 | 郭美美 | 郭律师 郭靖之長女 郭晶晶、郭富城之姊 參見姚家                                                |
| 何韻詩 | 郭晶晶 | 百貨超市主管 郭靖之二女 郭美美之妹 郭富城之二姐 樂易瓦之女友                                 |
| 陸 永  | 郭富城 | 城城 宅男 郭靖之子 Vivian之男友                                                              |

### 姚家
| 演員   | 角色   | 暱稱/關係                                                                                |
| 曾志偉 | 姚 明  | 高佬明 郭美美之夫 郭靖之女婿，與其不和，後和好 小紅之契爺 母校為「鄉議局林過雲紀念中學」 |
| 毛舜筠 | 郭美美 | 郭律师、美美（Mimi） 大律师 姚明之妻 小紅之契媽 參見郭家                                 |
| 孟 瑤  | 小 紅  | 姚明、郭美美之契女 被郭美美誤會為姚明之外遇對象                                          |

### 快訊電視台（JBTV）
| 演員                    | 角色    | 暱稱/關係                                                                    |
| 蘇永康                  | Roberto | 聶生 富豪 收購快訊電視台成為大老闆 追求Vivian 針對郭富城                     |
| 邵音音                  | 沈佳宜  | 新聞部主管 郭靖之死敵，後關係曖昧 與《那些年，我們一起追過的女孩》沈佳宜同名 |
| 馮淬帆                  | 郭 靖   | 天氣報告員，後成為新聞主播 參見郭家                                          |
| 陸 永                   | 郭富城  | 攝影記者，後辭職 參見郭家                                                    |
| 张馨予 （配音：林芷筠） | Vivian  | 明星 Roberto之女友，後分手 後為郭富城之女友                                  |
| 許紹雄                  | 關 公   | 天文台部門職員、後退休                                                       |
| 朱咪咪                  | 朱小倩  | 天文台高級科學主任 仰慕郭靖                                                  |
| 苟芸慧 （配音：劉惠雲） | 小 花   | 新聞報告員 Roberto女友，後分手                                               |
| 馬 賽                   |         | 電視台新聞記者                                                               |
| 易智遠                  | 烏 蠅   | 電視台職員                                                                   |
| 黃智雯                  |         | 節目編導                                                                     |
| 胡渭康                  |         | 電視台藝人 「全球華人末日慈善Show」嘉賓                                      |
| 林景程                  |         | 電視台藝人 「全球華人末日慈善Show」嘉賓                                      |
| 謝東閔                  |         | 電視台藝人 「全球華人末日慈善Show」嘉賓                                      |
| 鄧小巧                  |         | 電視台藝人 「全球華人末日慈善Show」嘉賓                                      |

### 超市
| 演員   | 角色     | 暱稱/關係                                         |
| 何韻詩 | 郭晶晶   | 超市主管 參見郭家                                 |
| 黃宗澤 | 樂易瓦   | 娘娘腔 超市推銷員 郭晶晶之男友 與郭靖不和，後和好 |
| 馬蹄露 | Rosemary | 郭晶晶之下屬                                      |
| 魯 芬  | 勞 斯    | 郭晶晶之下屬                                      |
| 余慕蓮 | 萊 斯    | 郭晶晶之下屬                                      |

### 其他演員
| 演員          | 角色       | 暱稱/關係                                                             |
| 高鈞賢        | 柯景騰     |                                                                       |
| 林穎彤        | 沈佳宜     |                                                                       |
| 陳少邦        | 曹國勝     |                                                                       |
| 林盛斌        | 夏永啷     | 攝影師 樂易瓦朋友                                                     |
| 沈卓盈        | 夏永啷助手 |                                                                       |
| 劉以達        | 醫 生      |                                                                       |
| 阮兆祥        | 孖 仔      | 在店舖盜竊                                                            |
| 陳奐仁        | 孖 仔      | 在店舖盜竊                                                            |
| 金 剛         | 福建魚     | 姚明之好友 后因嫖妓而被捕                                             |
| 邵美琪        | 巴巴拉     | 警務人員 郭美美之好友                                                 |
| 彭懷安        |            | Roberto保鏢                                                           |
| 洪智傑        |            | Roberto保鏢                                                           |
| 王志安        |            | Roberto保鏢                                                           |
| 謝凱榮        |            | Roberto保鏢                                                           |
| 羅 莽         |            | 拍攝捐血廣告的演員                                                    |
| 谷 峰         |            | 醫院病人                                                              |
| 高海寧        | 羅友蘭     | Cinderella 姓名諧音為「蘿友爛」（屁股潰爛） 郭美美之死敵 榮先生之女友 |
| 張堅庭        | 榮先生     | 羅友蘭之男友 将一百万港幣捐給「拯救流浪野豬籌款活動」                 |
| 樂 瞳         |            | 郭美美之秘書                                                          |
| Big Four      |            | 市民                                                                  |
| 陳國峰        |            | 市民                                                                  |
| 吳業坤        |            | 市民                                                                  |
| 許廷铿        |            | 市民                                                                  |
| 廖仲謙        |            | 市民                                                                  |
| 草 蜢         |            | 市民                                                                  |
| 王祖藍        |            | 市民                                                                  |
| 喬寶寶        |            | 市民                                                                  |
| Maria Cordero |            | 市民                                                                  |
| 謝雪心        |            | 市民                                                                  |
| 林夏薇        |            | 市民                                                                  |
| 鄭欣宜        |            | 市民                                                                  |
| 錢嘉樂        |            | 市民                                                                  |
| 湯盈盈        |            | 市民                                                                  |
| 林 雪         |            | 市民                                                                  |
| 關寶慧        |            | 市民                                                                  |
| 江欣燕        |            | 市民                                                                  |
| Joe Junior    |            | 市民                                                                  |
| 梁烈唯        |            | 市民                                                                  |
| 周麗淇        |            | 市民                                                                  |
| 王君馨        |            | 市民                                                                  |
| 呂慧儀        |            | 市民                                                                  |
| 瑪莉亞        |            | 市民                                                                  |
| 林曉峰        |            | 市民                                                                  |
| 麥玲玲        | 麥玲玲     | 風水師                                                                |
| 梁小冰        |            | 郭美美同學                                                            |
| 龔慈恩        |            | 郭美美同學                                                            |
| 車婉婉        |            | 郭美美同學                                                            |
| 朱 薰         |            | 郭美美同學                                                            |
| 吳雲甫        | 文員       |                                                                       |
| 余迪偉        | 婚紗店經理 |                                                                       |
| 趙永洪        | 司儀       | 擔任「拯救流浪野豬籌款活動」司儀                                      |
| 金城雅洋      | 壽司師傅   | 「板長壽司」廚師 為「拯救流浪野豬籌款活動」擔任壽司師傅               |
| 鄒凱光        | 試食客人   |                                                                       |
| 莊思敏        |            | Roberto之妻                                                           |
| 莊思明        |            |                                                                       |
| 翟威廉        |            | 小紅之男友                                                            |
| 岑麗香        |            | 護士長                                                                |
| 徐偉棟        |            | 保安員                                                                |
| 許碧姬        |            |                                                                       |
| 吳耀明        |            | Ocean Paradise經理                                                    |
| 黃俊奇        |            |                                                                       |
| 林師傑        |            | Roberto保鏢                                                           |
| 劉威煌        |            |                                                                       |
| 羅頌欣        |            |                                                                       |
| 丁 羽         |            | 七叔                                                                  |
| 陳勉良        |            | 看更                                                                  |

## 電影歌曲
- 『明日恩典』（主題曲）  （原意使用Beatles的《All you need is love》為主題曲，但基於昂貴的版權費，改用此曲。但拍攝時演員們對嘴的歌曲仍是《All》一曲）
  - 作曲：舒文　作詞：黃偉文　編曲：舒文　主唱：容祖儿
- 插曲：胡夏《那些年》
- 插曲：李治廷、林欣彤《I Love Hong Kong》

## 各地片名翻譯
- 香港 ：2012我愛HK喜上加囍
- 新加坡 ：我愛香港:追夢愛作戰
- 泰國 ：我愛香港救地球
- ：我愛香港2喜上加喜
- 马来西亚 ：2012我愛HK喜上加囍
- 中国 ：2012喜上加喜[2]

## 記事
- 2011年12月7日：此電影於15:00在將軍澳電視廣播城廣播大樓二樓空中花園舉行新聞發佈會[3]。
- 2011年12月18日：此电影全片杀青[4]。
- 2012年1月20日：影片举行首映礼[5]。
- 2014年2月15日：此電影於翡翠台及高清翡翠台首播。
- 2016年8月2日：由於受颱風妮妲影響，香港天文台發出八號西南烈風或暴風信號，當日上午10:00改為播出此電影。

## 外部連結
- 2012我愛HK喜上加囍的新浪微博
- 2012我愛HK喜上加囍的新浪微博
- 《2012我愛HK喜上加囍》官方網站
- 2012我愛HK喜上加囍的Facebook專頁
- 開眼電影網上《2012我愛HK喜上加囍》的資料（繁體中文）
- 豆瓣电影上《2012喜上加喜》的資料 （简体中文）
- 时光网上《2012喜上加喜》的資料（简体中文）
- 爛番茄上《2012我愛HK喜上加囍》的資料（英文）
- 香港影庫上《2012我愛HK喜上加囍》的資料（繁體中文）
- 互联网电影数据库（IMDb）上《2012我愛HK喜上加囍》的资料（英文）